# رادوسلاف ميشالسكي
رادوسلاف ميشالسكي (بالبولندية: Radosław Michalski)‏ هو لاعب كرة قدم بولندي في مركز الدفاع، ولد في 26 سبتمبر 1969 في غدانسك في بولندا. شارك مع منتخب بولندا لكرة القدم. أما مع النوادي، فقد لعب مع أبولون ليماسول وأنورثوسيس فاماغوستا وليغيا وارسو ومكابي حيفا وويدزي لودز.

## وصلات خارجية
- رادوسلاف ميشالسكي على موقع الاتحاد الدولي (مؤرشف)  (الإنجليزية)
- رادوسلاف ميشالسكي على موقع قاعدة بيانات كرة القدم.إي يو (الإنجليزية)
- رادوسلاف ميشالسكي على موقع ناشيونال فوتبول تيمز (الإنجليزية)
- رادوسلاف ميشالسكي على موقع Soccerway.com (الإنجليزية)